# Fenntartható divat
A fenntartható divat része a növekvő tervezési filozófiának valamint a környezeti és társadalmi fenntarthatóság felé vezető mozgalomnak, amelynek célja egy olyan rendszer létrehozása, amely határozatlan ideig támogatható a környezetre gyakorolt emberi tevékenységek által és a társadalmi felelősség szempontjából is. A fenntartható divat többet jelent, mint a divatos textíliák vagy termékek kezelése. Ez magába foglalja a divat egész rendszerének kezelését. Ez azt jelenti, hogy foglalkozunk az egymástól független társadalmi, kulturális, ökológiai és pénzügyi rendszerekkel. Továbbá, ez azt is jelenti, hogy a divatot számos érdekelt fél – a fogyasztók és a termelők, az összes élő faj, a kortárs és a jövőbeli lakosság földjén – szemszögéből tekintjük. A fenntartható divat tehát a polgárok, a közszféra és a magánszektor felelőssége alá tartozik. A divatban gondolkodó rendszerek szükségességének egyik legkézenfekvőbb példája az, hogy a termékszintű kezdeményezések esetén, mint például egy száltípus kicserélése egy kevésbé környezetkárosító opcióra, a divattermékek növekvő volumenéből fakad. Egy rokonértelmű, szomszédos kifejezés a fenntartható divatra az öko-divat.

## Bevezetés

### Háttér
A fenntartható divatmozgalom eredete összefonódik a modern környezetmozgalom eredetével, melynek részét képezi, ezen kívül pedig különösen az 1962-ben kiadott Rachel Carson amerikai biológus könyvének Silent Spring című kiadványa szintén befolyásolta a mozgalom kezdeteit. Carson könyve feltárta a súlyos és elterjedt mezőgazdasági vegyi anyagok használata által okozott komoly és széles körű szennyezést, ami még mindig fontos a mai környezetvédelmi és társadalmi hatásáról szóló vitákban, illetve a divatvilág hatásaira a környezetre nézve is. Az ezt követő évtizedek során az emberi cselekvéseknek a környezetre gyakorolt hatását szisztematikusabban vizsgálták, beleértve az ipari tevékenység hatásait, valamint az ilyen hatások enyhítésére irányuló új koncepciókat, különösen a fenntartható fejlődést, amelyet a Brundtland-jelentés 1987-ben fogalmazott meg.

### Célja
A divatiparnak világos van arra, hogy másképp cselekedjen, nyereséget és növekedést folytasson, ugyanakkor új értéket és mélyebb vagyont teremtsen a társadalomnak és így a világgazdaságnak. Sürgősen szükség van ugyanakkor környezeti, társadalmi és etikai fejlesztések bevezetésére a menedzsment napirendjén. A fenntartható divat célja a helyi termelés és termékek értékének növelése, az anyagok életciklusának meghosszabbítása, az időtlen ruhadarabok értékének növelése, a hulladék mennyiségének csökkentése és a környezet károsodásának csökkentése. Célja, hogy a „zöld fogyasztó” népszerűsítésével az embereket környezetbarát fogyasztásra gyakorolja.
Ugyanakkor egyre nagyobb aggodalomra ad okot, hogy a nyereséget és a gazdasági növekedést célként szolgáló „zöld fogyasztás” fenntartható menetrendet valósít meg, amely a szennyezés, a munkaerő kizsákmányolása és az egyenlőtlenségek mérséklése és visszafordítása érdekében szükséges. Ez nyilvánvalóvá vált a Burberry-jelentést követő, 288 millió font (kb. 37,8 millió dollár) körüli, eladatlan árut áruló márka után folytatott megbeszélések során amely nemcsak a túltermelésre, hanem a márkák közötti gyakorlatra is rávilágít, amelyek aktívan aláássák a fenntartható divattervet.

## A divathoz kapcsolódó időbeli aggályok
A divat definíció szerint az időhöz kapcsolódó jelenség: egy népszerű stílus egy bizonyos időben és kontextusban. Ez hatással van a „fenntarthatóbbá” váló felfogásra is – ha a divatnak „gyorsnak” vagy „lassúnak” kell lennie – vagy ha exkluzívabbnak vagy befogadóbbnak kellene lennie.
Amikor magukról a ruhákról beszélünk, tartósságuk a használatuktól és az "anyagcseréjüktől" is függ – bizonyos ruhadarabok hosszú használatra készülnek (pl. Kültéri felszerelések, téli kabátok), míg más ruhadarabok gyorsabban kimennek a divatból, keveset használhatóak (pl. egy parti-top, blúz). Ez azt jelenti, hogy egyes ruhadarabok tartósabbnak tervezettebbek és kivitelezettek, míg másoknak komposztálhatónak vagy újrahasznosíthatónak kell lenniük a gyorsabb felbomláshoz.

### "Gyors divat"
A divatrendszer jelenlegi nem fenntartható állapotának egyik legjellemzőbb oka a divat időbeliségével, gyors változásaival kapcsolatos; az új árucikkek folyamatos áramlása a piacra, vagyis, amit népszerűen „ gyors divatnak ” neveznek. A kifejezés olyan olcsó, hozzáférhető és trendet követő ruhákat jelent, amelyek globális termelési láncokból származnak, és olyan láncokon értékesítenek, mint a H&M, Zara, Forever21 stb. A 2012-es Overdressed: Az olcsó divat megdöbbentően magas költsége című könyv az újságíró, Elizabeth L. Cline, egy korai vizsgálat volt az eldobható divatfogyasztás és a bolygón, a gazdaságon és a ruházattal való fogyasztói kapcsolatokra gyakorolt hatásának felméréséről.

### "Lassú divat"
A lassú divat egy alternatív megközelítésként tekinthető a gyors divattal ellentétben. A fenntartható divat jellemzői megfelelnek a „ lassú divat ” filozófiáinak. A lassú divat a divatágazat fenntarthatóságának elképzelését mutatja, amely a mai napig különböző értékek és célok alapján történik. Megváltozott infrastruktúrát és csökkentett áruátvitelt igényel. A lassú divat kategorikusan nem a szokásos divatgyártás, hanem klasszikus design, környezetbarát módon, mely hosszú időre tervez ruhákat. A lassú divat egy, az eddigiektől különböző kiindulópontból épült divatszektor jövőképét testesíti meg. A lassú divat olyan divatkoncepció, amely tükrözi az emberi életkörülményeket, a biológiai, kulturális sokszínűséget és a szűkös globális erőforrásokat, és egyedi, személyre szabott termékeket teremt. A lassú divat tartós termékekből, hagyományos gyártási technikákból vagy szezon-által kevésbé befolyásolt tervezési koncepciókra épül. A fejlődő országokban, a lassú divatban dolgozó munkások magasabb fizetéseket kapnak. A felhasználók, vásárlók számára a lassú divat azt jelenti, hogy az árukat nagyobb gondossággal és kiváló minőségű termékekkel tervezik és gyártják. Környezetvédelmi szempontból ez azt jelenti, hogy kevesebb ruhát és ipari hulladékot hagynak maguk után, nem csupán átmeneti trendek uralják a piacot. Az új ötletek és a termékinnovációk folyamatosan újradefiniálják a lassú divatot, így statikus, egységes definíció használatával figyelmen kívül hagynák a koncepció fejlődő jellegét.

### Ruházati felhasználás és élettartam
A divat környezeti hatása attól is függ, hogy mennyi ruhát, illetve mennyi ideig használják az adott ruhát. Jellemzően az évek során használt ruhadarabok kevésbé tartósak, mint az egykor használt ruhadarab, amelyet gyorsan el kell dobni. Tanulmányok kimutatták, hogy a klasszikus farmernadrágok mosási és szárítási folyamata a farmer élettartama során felhasznált energia majdnem kétharmadáért felelős, és a fehérnemű esetében a teljes energiafelhasználás 80% -a mosási folyamatokból származik. Így a használat és a kopás gyakorlat befolyásolja a ruhák életciklusait, és a nagyobb rendszerszintű hatás érdekében foglalkozni kell az üggyel.

## A divathoz kapcsolódó ökológiai problémák
A fenntarthatóság jelentős a divat szempontjából, mert a textil- és divatipar a vezető iparágak közé tartozik, amelyek negatívan hatnak a környezetre. Az egyik iparág, amely veszélyezteti a fenntarthatóságot, a textil- és divatipar, amely szintén nagy felelősséggel tartozik. A ruházati ipar hatással van a környezetre. A globalizáció, a fogyasztás és az újrafeldolgozás egy részét képezik a ruházati életciklusnak. A globalizáció lehetővé tette, hogy a ruházatot egyre alacsonyabb árakon állítsák elő, az árak pedig olyan alacsonyak, hogy sok fogyasztó ezt a ruhát eldobhatónak tartja. [6] Az eldobható, könnyen cserélhető ruházat népszerű az amerikai és európai bevásárlóközpontokban. Ez a gyors divat legfontosabb jellemzője. A gyors divat azonban növeli a szennyezést, és potenciális környezeti és foglalkozási veszélyeket okoz.

## A divathoz kapcsolódó szociális problémák
A divat egyik legfontosabb társadalmi kérdése a munkaerőt érinti. Az 1911-es, a New York-i Triangle Shirtwaist Factory üzemben történt tűzeset óta a divatiparban a dolgozói jogok kérdése a figyelem középpontjában áll. A 2013-as Savar épület összeomlása a Rana Plaza-nál ismét rámutatott a divattermelés gyenge munkakörülményeire és veszélyeire. Az egész divattermék életciklusának más részein egyre nagyobb figyelmet fordítanak a munkajogi jogsértésekre a textilgyártás és -feldolgozás, kiskereskedelem és forgalmazás és a textíliák újrahasznosítása felé. Míg a divat és a textíliák többsége Ázsiában, Közép-Amerikában, Törökországban, Észak-Afrikában, a Karib-térségben és Mexikóban készül, még mindig Európa-szerte termel, ahol a kizsákmányoló munkakörülmények is megtalálhatók, mint például az Egyesült Királyság Midlands-i Leicesterben és Közép- és Kelet-Európa.
A fenti problémák enyhítésére jelent meg a Fair Fashion (tisztességes divat) irányzata, amely arra törekszik, hogy olyan ruhadarabokat vásároljunk, amelyeket tisztességes körülmények között állítottak elő, vagyis olyan helyen, ahol a munkavállalókat tisztességes bánásmódban részesítik és tisztességesen megfizetik, biztosítják számukra a nemzetközileg elismert emberi jogokat, még a hátrányos helyzetű emberek számára is. Ez elsősorban a Latin-Amerikában, Ázsiában és Afrikában működő ültetvényekre és gyártóüzemekre vonatkozik. 
A tisztességes divatot kínáló vállalatok figyelembe veszik a Nemzetközi Munkaügyi Szervezet (ILO) alapvető munkaügyi normáit: az egyesülési szabadságot és a kollektív tárgyalásokhoz való jogot, a kényszermunka felszámolását, a gyermekmunka eltörlést és a foglalkoztatás és a munkavégzés tekintetében a megkülönböztetés tilalmát.
A tisztességes divat népszerűsítésére alakult a Fair Wear (tisztességes ruházat) Alapítvány.

## A divathoz kapcsolódó globális aggodalmak
A divat hatása a bolygón egyenetlenül eloszlik. Míg az olcsó és hozzáférhető ruhák nagy előnyei a globális északi nagyvárosi területek szociálisan mozgó osztályait célozzák és előnyökkel járnak, a fejlődő országok a divatrendszer negatív hatásait a hulladék, a szennyezés és az ökológiai igazságtalanságok tekintetében jelentős mértékben veszik figyelembe.
A márka-kezdeményezések által elsődlegesen előmozdított „ csökkentés, újrafelhasználás, újrahasznosítás ” megoldások jelenlegi összpontosítása nem foglalkozik a divatrendszer globális hatásával. Nemcsak a rendszerszintű kérdésekért felelősséget húzza az egyénre, hanem elsősorban a nyugati fogyasztói kontextusban.

## A divathoz kapcsolódó gazdasági aggodalmak
A "gyors divat" vitájának középpontjában az a felismerés áll, hogy a fenntarthatatlan divat "problémája" az, hogy az olcsó, hozzáférhető és a trendben lévő ruhák elérhetővé válnak a szegényebb emberek számára. Ez azt jelenti, hogy több ember szerte a világon elfogadta azokat a fogyasztási szokásokat, amelyek a huszadik század közepén még mindig a gazdagok számára voltak fenntartva. Másképpen fogalmazva, a divat gazdasági aggodalma az, hogy a szegény embereknek most már olyan gyakran hozzáférhetnek a szekrényeik frissítéséhez, mint a gazdagok. Ez azt jelenti, hogy a "gyors" divat csak akkor jelent problémát, amikor a szegény emberek részt vesznek benne. Ezzel párhuzamosan gyakran hibáztatják a szegény fogyasztókat; nem vásárolnak minőségi termékeket,ehelyett túl sok és túl olcsó termékeket vásárolnak, stb. Az ilyen trópusi szokások a népszerű vita során gyorsak, nem utolsósorban az olyan dokumentumfilmekben, mint a The True Cost, amely nem foglalkozik a divat szisztémás és gazdasági kérdéseivel.

## Fenntartható ruházat
A fenntartható ruházat a környezetbarát erőforrásokból, például fenntarthatóan termesztett rostnövényekből vagy újrahasznosított anyagokból származó textíliákra vonatkozik. Arra is utal, hogy ezek hogyan készülnek. Történelmileg a ruházati környezettudatosság azt jelentette, hogy (1) ruhát vásároltak takarékossági üzletekből vagy olyan üzletekből, amelyek használt ruházatot értékesítenek, vagy (2) adományozott használt ruhákat az előzőekben említett üzleteknek, újrafelhasználásra vagy viszonteladásra. A korszerű időkben, a fenntarthatóság és a „zöld” tendencia felé, a fenntartható ruházat a (1) a hulladéklerakókba dobott ruházat mennyiségének csökkentése és (2) a mezőgazdaságban használt vegyi anyagok környezeti hatásának csökkentése a hagyományos rostnövények előállítása során (pl. pamut). 

A fenntarthatóság „három pillére”, amelyet a környezet (föld, élet) korlátoz.

## Szervezetek és vállalatok
Számos olyan szervezet létezik, amelyek támogatják a fenntartható divatot, némelyikük egyes érdekelteket képvisel, egyesek bizonyos kérdésekkel foglalkoznak, és néhányan arra törekszenek, hogy növeljék a fenntartható divatmozgalom láthatóságát. A helyi és a globális szinten is működnek. Fontos megvizsgálni a szervezetek érdekeit és prioritásait.

## Anyagok
Rengeteg szempontot szükséges számbavenni amikor egy anyag fenntarthatóságáról beszélünk. Egy szálasanyag újrahasznosítása és forrása, valamint a folyamat mely során a nyersanyagból textilanyag lesz, az előkészítés valamint festés folyamatának hatása, a dolgozók munkakörülménye, az anyagok összességének a környezetre gyakorolt hatása, az alapanyagok szállítása, valamint a végtermékek szállítása a vásárlóhoz, az anyagok kezelése illetve mosása és mindazon folyamatok összessége, melyek az adott anyagra hatnak, mind befolyásoló szempontok az anyag természetéről beszélünk. Ez egy igencsak komplex, összetett téma. 
Összességében, a szálasanyagok több féle anyagtípus keverékéből állnak össze: cellulóz anyagok, mint a pamut, Bt pamut, természetes pamut, természetesen színezett pamut, fehérje, kézzel gyártott anyagok, szója, kender, bambusz, kombucha (SCOBY), Qmilk, S.Café, más cellulóz-szálak (biológiailag egyszerűen lebomló, természetes anyagok), illetve PET műanyag.

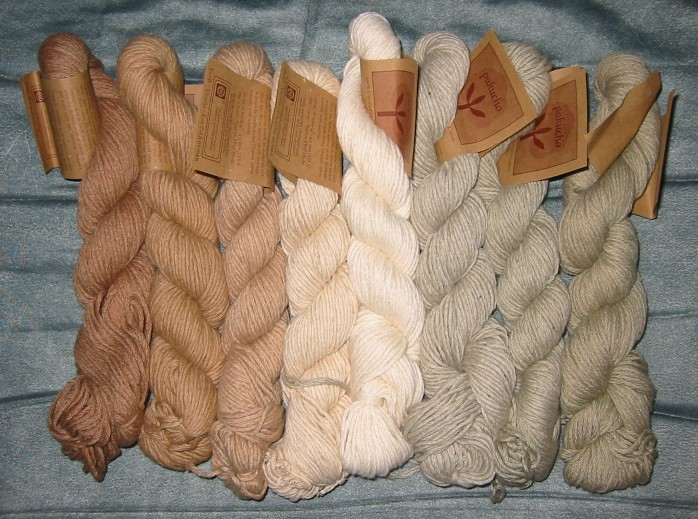
Természetes pamut
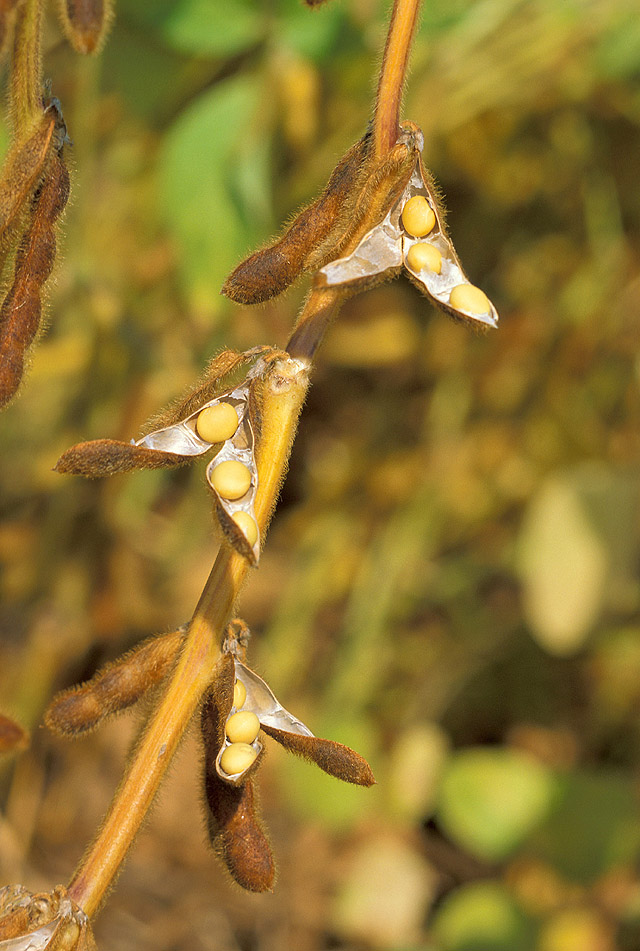
Szója növény
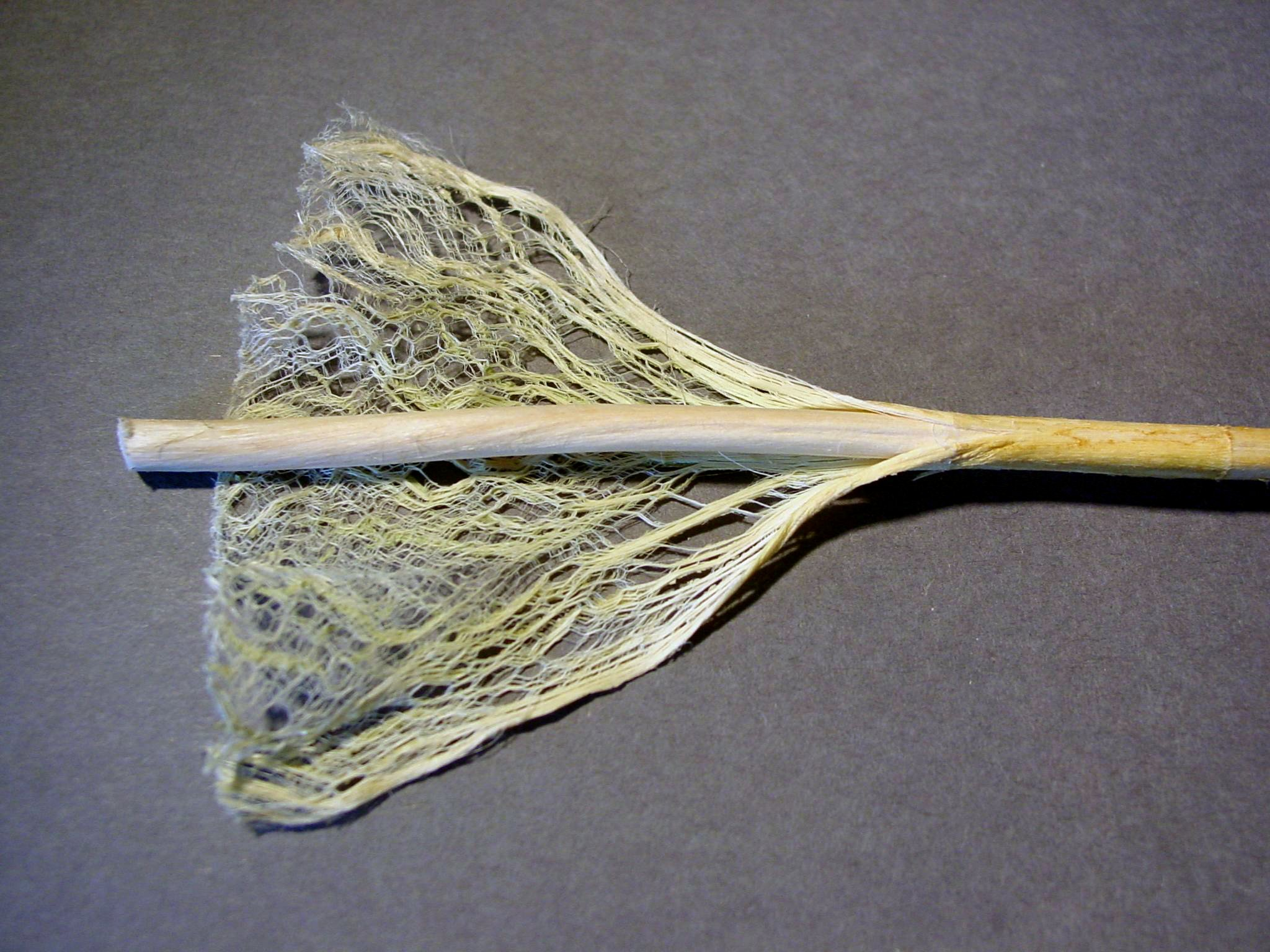
Kender növényi rostok.
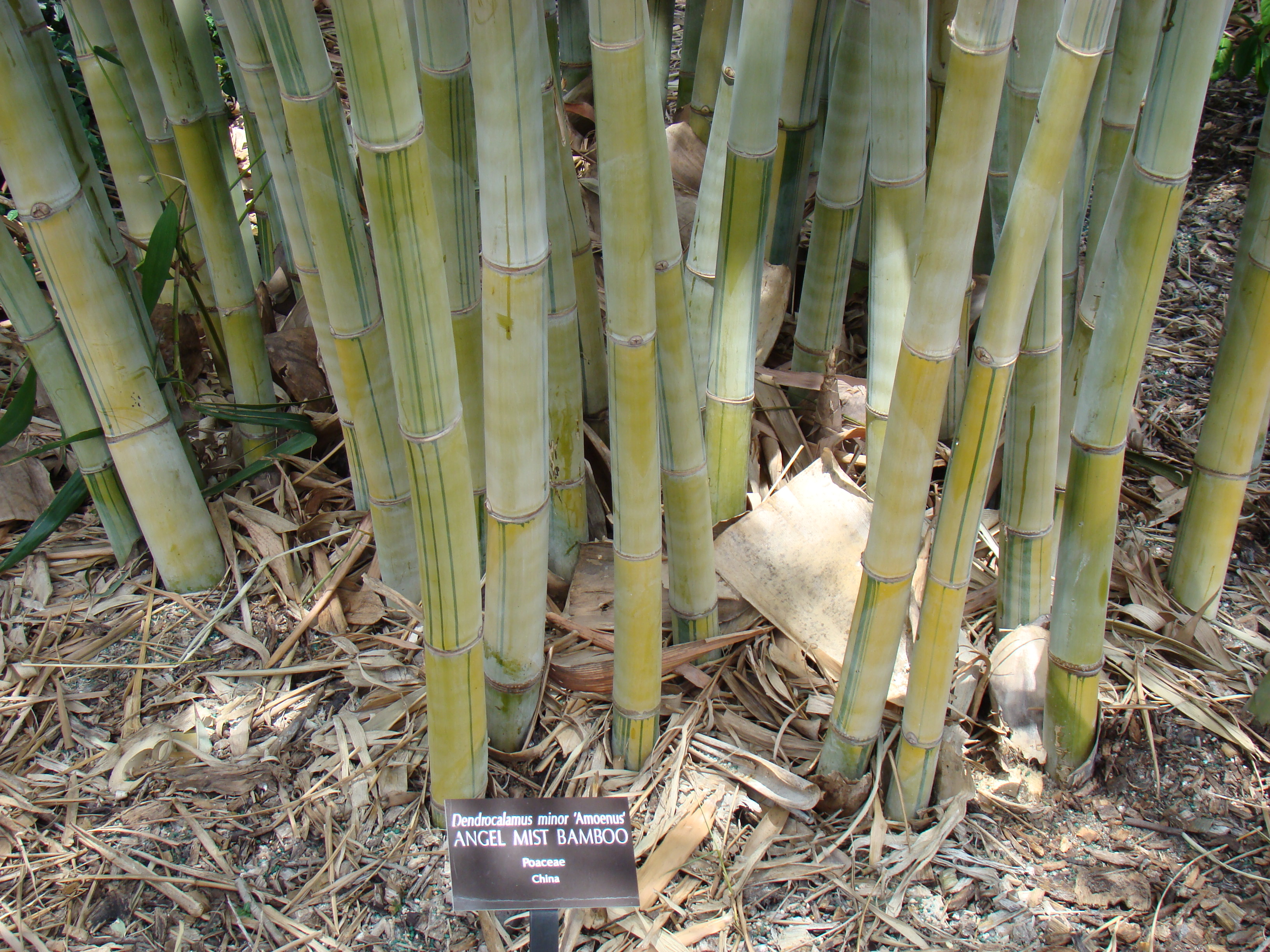
Bambusz
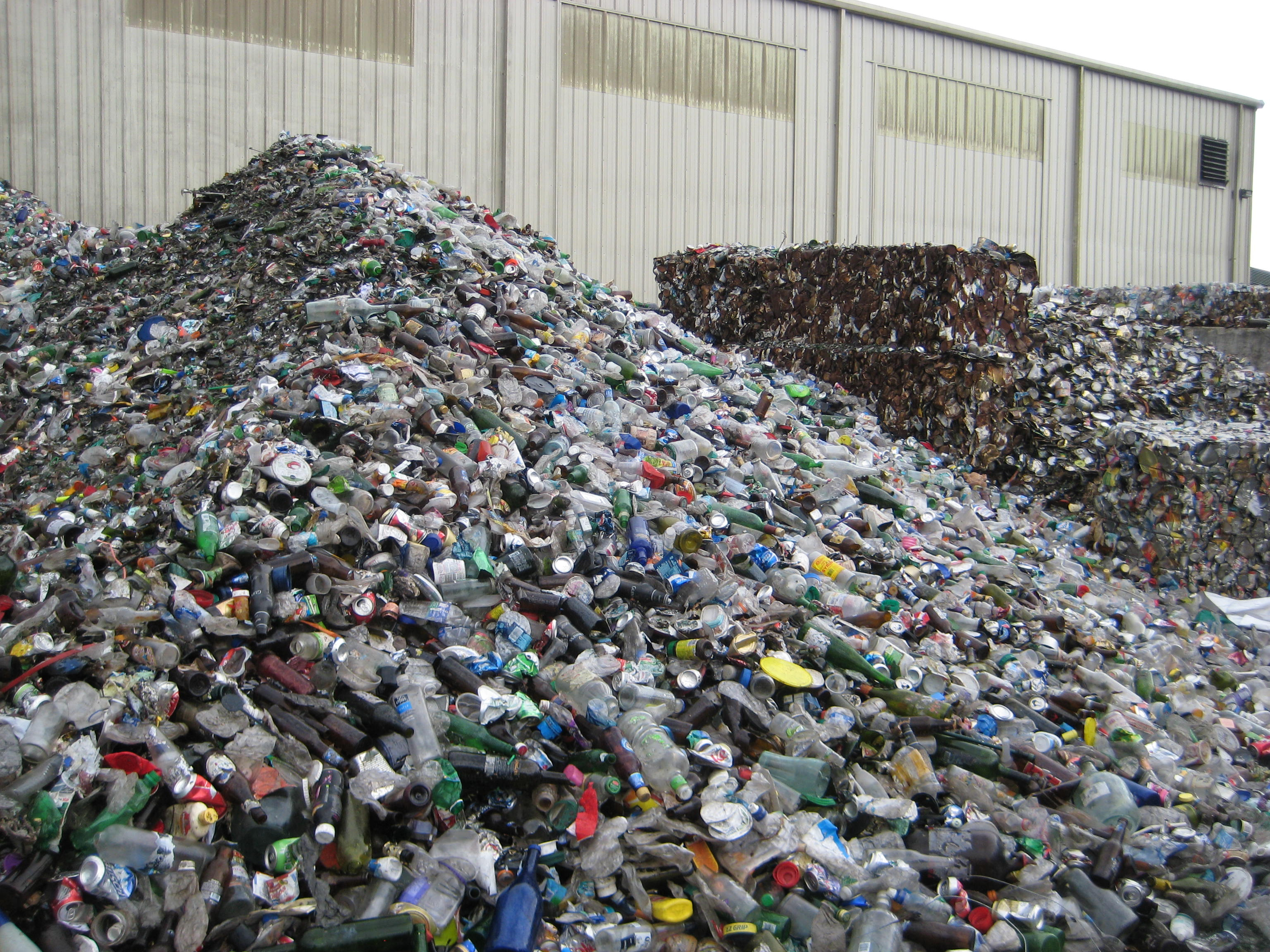
Újrahasznosítható anyagok a transzfer állomáson, Gainesville, FL.

## Termelés

### A termelők

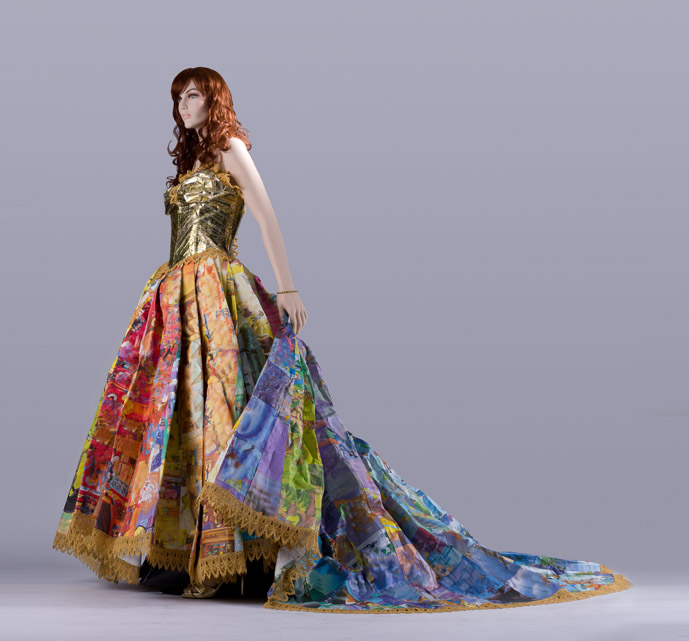
Az Arany könyvköpeny újrahasznosított és eldobott papírkönyvből készült.

A globális politikai gazdaság és a jogrendszer olyan divatrendszert támogat, amely lehetővé teszi, hogy a divat, amely pusztító környezeti, társadalmi, kulturális és gazdasági hatásokat eredményez, alacsonyabb áron kerüljön árképzésre, mint a divat, amely erőfeszítéseket tesz a növekedés, a gyártás és a szállítás okozta kár minimalizálása érdekében. Ez magasabb árat eredményez a divatcsökkentő anyagokból előállított divatnál, mint a szociálisan és a környezetre káros módon előállított ruházat (néha hagyományos módszereknek is nevezik). Innovatív divatot fejlesztenek ki és teszik elérhetővé a fogyasztók számára a divatspektrum különböző szintjein, a hétköznapi ruháktól a haute coutureig, amely csökkenti a társadalmi és környezeti hatásokat a gyártási szakaszokban és a hírességekben, modellekben és tervezőkben a közelmúltban felhívták a figyelmet a társadalmilag tudatos és környezetbarát módra. 

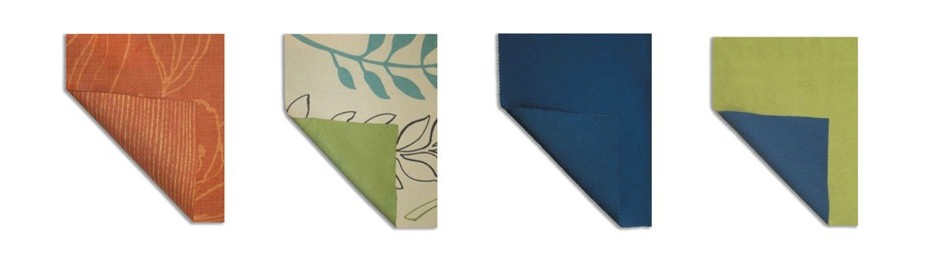
Példák az AirDye folyamatot használó textíliákra.

Példák fenntartható divatra: 3D zökkenőmentes kötés, nulla hulladék koncepció és festés.

## Viták
A fenntartható divat alapját képező kérdés pontosan arra vonatkozik, hogy mit kell „fenntartani” a jelenlegi divatmodelltől. Ezzel ellentétek merülnek fel az érdekelt felek napirendjei között. Többek közt az úgynevezett greenwashing, az anyagok természetével kapcsolatos vita, a second-hand kérdés, a marketing, valamint a divat fenntarthatóságának jövője a főbb vitatémák a fenntartható divattal kapcsolatban.[forrás?]

## A fenntartható divat felfedezése
A fenntartható divattal is foglalkozó GLAMI online katalógusa szűrőkkel rendelkezik kifejezetten a fenntartható márkák felfedezésének megkönnyítésére fenntartható márkák vagy környezetbarát anyagok alapján is lehetséges ilyen termékeket keresni.

## További irodalom
- Fekete, Sandy (2008). Eco-chic: a divat paradoxon, London: Fekete kutya. ISBN 1-906155-09-7 ISBN   1-906155-09-7 .
- Fekete, Sandy (2013). A fenntartható divat kézikönyv, New York: Thames & Hudson. ISBN 9780500290569 ISBN   9780500290569 .
- szerk.: Choi: Sustainable fashion supply chain management: from sourcing to retailing, Springer series in supply chain management. New York: Springer. DOI: 10.1007/978-3-319-12703-3 (2015. április 15.). ISBN 9783319127026. OCLC 907012044 szerk.: Choi: Sustainable fashion supply chain management: from sourcing to retailing, Springer series in supply chain management. New York: Springer. DOI: 10.1007/978-3-319-12703-3 (2015. április 15.). ISBN 9783319127026. OCLC 907012044 szerk.: Choi: Sustainable fashion supply chain management: from sourcing to retailing, Springer series in supply chain management. New York: Springer. DOI: 10.1007/978-3-319-12703-3 (2015. április 15.). ISBN 9783319127026. OCLC 907012044
- Farley, Jennifer. Sustainable fashion: past, present, and future. New York: Bloomsbury Academic (2015. április 15.). ISBN 9780857851857. OCLC 860754344 Farley, Jennifer. Sustainable fashion: past, present, and future. New York: Bloomsbury Academic (2015. április 15.). ISBN 9780857851857. OCLC 860754344 Farley, Jennifer. Sustainable fashion: past, present, and future. New York: Bloomsbury Academic (2015. április 15.). ISBN 9780857851857. OCLC 860754344
- Fletcher, Kate. Sustainable fashion and textiles: design journeys, 2nd, London; Washington, DC: Earthscan [2008] (2014. április 15.). ISBN 9780415644556. OCLC 846847018 Fletcher, Kate. Sustainable fashion and textiles: design journeys, 2nd, London; Washington, DC: Earthscan [2008] (2014. április 15.). ISBN 9780415644556. OCLC 846847018 Fletcher, Kate. Sustainable fashion and textiles: design journeys, 2nd, London; Washington, DC: Earthscan [2008] (2014. április 15.). ISBN 9780415644556. OCLC 846847018
- Fletcher, Kate. Fashion & sustainability: design for change. London: Laurence King Publishing (2012. április 15.). ISBN 9781856697545. OCLC 778610112 Fletcher, Kate. Fashion & sustainability: design for change. London: Laurence King Publishing (2012. április 15.). ISBN 9781856697545. OCLC 778610112 Fletcher, Kate. Fashion & sustainability: design for change. London: Laurence King Publishing (2012. április 15.). ISBN 9781856697545. OCLC 778610112
- szerk.: Fletcher: Routledge handbook of sustainability and fashion, Routledge international handbooks. London; New York: Routledge (2015. április 15.). ISBN 9780415828598. OCLC 820119510 szerk.: Fletcher: Routledge handbook of sustainability and fashion, Routledge international handbooks. London; New York: Routledge (2015. április 15.). ISBN 9780415828598. OCLC 820119510 szerk.: Fletcher: Routledge handbook of sustainability and fashion, Routledge international handbooks. London; New York: Routledge (2015. április 15.). ISBN 9780415828598. OCLC 820119510
- szerk.: Gardetti: Sustainability in fashion and textiles: values, design, production and consumption. Sheffield, UK: Greenleaf Publishing (2013. április 15.). ISBN 9781906093785. OCLC 827952084 szerk.: Gardetti: Sustainability in fashion and textiles: values, design, production and consumption. Sheffield, UK: Greenleaf Publishing (2013. április 15.). ISBN 9781906093785. OCLC 827952084 szerk.: Gardetti: Sustainability in fashion and textiles: values, design, production and consumption. Sheffield, UK: Greenleaf Publishing (2013. április 15.). ISBN 9781906093785. OCLC 827952084
- Gwilt, Alison. Shaping sustainable fashion: changing the way we make and use clothes. London; Washington, DC: Earthscan (2010. április 15.). ISBN 9781849712415. OCLC 656849440 Gwilt, Alison. Shaping sustainable fashion: changing the way we make and use clothes. London; Washington, DC: Earthscan (2010. április 15.). ISBN 9781849712415. OCLC 656849440 Gwilt, Alison. Shaping sustainable fashion: changing the way we make and use clothes. London; Washington, DC: Earthscan (2010. április 15.). ISBN 9781849712415. OCLC 656849440

## Fordítás
Ez a szócikk részben vagy egészben  a   Sustainable fashion című angol Wikipédia-szócikk fordításán alapul.  Az eredeti cikk szerkesztőit annak laptörténete sorolja fel. Ez a jelzés csupán a megfogalmazás eredetét és a szerzői jogokat jelzi, nem szolgál a cikkben szereplő információk forrásmegjelöléseként.